# Отель (роман)
«Отель» (англ. Hotel) — роман-бестселлер 1965 года канадского писателя Артура Хейли. Производственный роман, как и все романы Хейли. Всё действие романа происходит в течение пяти дней — с понедельника по пятницу; главы произведения названы по дням недели.

## Синопсис
Действие происходит в середине двадцатого века в США в Новом Орлеане.
«Отель» — это своеобразный «кусок» жизни, подобный тому, чем оказываются в других романах Хейли больница, аэропорт, электростанция… На этот раз Хейли повествует о буднях большого отеля — о том, чем занимаются служащие отеля и что они думают о своей работе. Автор подробно рассказывает о громадном небоскрёбе новоорлеанского отеля «Сент-Грегори», описывая многие его помещения: от мусоросжигательной печи до роскошных гостиничных пентхаузов. Рассказывая о работниках отеля, писатель сообщает даже фрагменты их служебных инструкций. В результате получается история в стиле «неизвестное об известном», по которой, без преувеличения, можно изучать анатомию гостиничного хозяйства.
При этом следует отметить подчёркнутый динамизм и высокую временную концентрацию действия в романе, что проявляется в перипетиях судеб постояльцев отеля. Это заметно и в истории о скрывшихся после ДТП со смертельным исходом герцога и герцогини Кройдонских, и в любовно-романтической истории с 19-летней Маршей Прейскотт — дочерью новоорлеанского магната, и в истории про гостиничного вора Джулиуса Милна по прозвищу Отмычка, и в похожем на красивую сказку чудесном преображении Альберта Уэллса из милого малозаметного старичка-постояльца в нового владельца отеля «Сент-Грегори». Ещё можно вспомнить описанный в романе конфликт на расовой почве администрации отеля с делегатами съезда стоматологов и, конечно, заключительный эпизод, когда падает гостиничный лифт и гибнут люди.
«Мы никогда не узнаем, сколько людей жаловаться не стали, но больше сюда не придут». Эта фраза одного из работников отеля «Сент-Грегори» является ключевой для понимания гостиничного бизнеса — говорит читателям А.Хейли.

## Главные герои
Питер Макдермотт — заместитель главного управляющего роскошного некогда процветающего отеля «Сент Грегори», который ведёт борьбу за существование. Питер — ответственный молодой работник, который хочет улучшить работу отеля, но не имеет существенных полномочий (все решения принимает собственник отеля).
Кристина Фрэнсис — секретарь Уоррена Трента, хозяина отеля. У неё завязываются романтические отношения с Питером.
Уоррен Трент — владелец отеля «Сент-Грегори».
Кёртис О’Киф — владелец крупной сети отелей, желающий купить «Сент-Грегори».
Дороти (Додо) Лэш — спутница Кёртиса О’Кифа.
Марша Прейскотт — случайная посетительница отеля, которую пыталась изнасиловать пьяная компания молодых людей.
Алоисиус Ройс — темнокожий слуга Уоррена Трента.
Альберт Уэллс — миллионер, промышленник и инвестор, в финале становится новым владельцем « Сент-Грегори». В отеле (до финала) проживает инкогнито, в бюджетном номере.
Огилви — начальник охраны отеля.
Джулиус (Отмычка) Милн — профессиональный вор.
Херби Чэндлер — старший посыльный отеля.
Герцог и герцогиня Кройдонские — британские аристократы, посетители отеля, замешанные в преступлении.